# Széthi
A Széthi (stẖỉ; „Széth embere”) ókori egyiptomi név. Híres viselői:
- Széth vagy Széthi fáraó (XIII. dinasztia)[1]
- Széthi parancsnok, I. Széthi nagyapja[2]
- I. Széthi fáraó (XIX. dinasztia)[3]
- II. Széthi fáraó (XIX. dinasztia)[4]
- Széthi herceg (XIX. dinasztia), II. Ramszesz fia, 9. a hercegek listáján[5]
- Széthi (XIX. dinasztia), II. Ramszesz unokája, Amonherkhopsef herceg és Nofertari fia; említik egy osztrakonon, mely a Louvre-ban van[5]
- Széthi-Merenptah herceg (XIX. dinasztia), II. Széthi fáraó fia[6]
- Széthi, Kús alkirálya a XIX. dinasztia végén